# Glaucopsyche pauperella
Glaucopsyche pauperella är en fjärilsart som beskrevs av De Sagarra 1927. Glaucopsyche pauperella ingår i släktet Glaucopsyche och familjen juvelvingar. Inga underarter finns listade i Catalogue of Life.